# Worthing (Dakota del Sud)
Worthing és una població dels Estats Units a l'estat de Dakota del Sud. Segons el cens del 2007 tenia 1.096 habitants.

## Demografia
Segons el cens del 2000, Worthing tenia 585 habitants, 206 habitatges, i 163 famílies. La densitat de població era de 491 habitants per km².
Dels 206 habitatges en un 47,1% hi vivien nens de menys de 18 anys, en un 68,4% hi vivien parelles casades, en un 6,8% dones solteres, i en un 20,4% no eren unitats familiars. En el 14,6% dels habitatges hi vivien persones soles el 4,4% de les quals corresponia a persones de 65 anys o més que vivien soles. El nombre mitjà de persones vivint en cada habitatge era de 2,84 i el nombre mitjà de persones que vivien en cada família era de 3,16.
Per edats la població es repartia de la següent manera: un 30,6% tenia menys de 18 anys, un 9,4% entre 18 i 24, un 38,5% entre 25 i 44, un 16,6% de 45 a 60 i un 5% 65 anys o més.
L'edat mediana era de 29 anys. Per cada 100 dones de 18 o més anys hi havia 100 homes.
La renda mediana per habitatge era de 46.136 $ i la renda mediana per família de 50.515 $. Els homes tenien una renda mediana de 28.194 $ mentre que les dones 20.938 $. La renda per capita de la població era de 16.141 $. Cap de les famílies i el 0,7% de la població estaven per davall del llindar de pobresa.

## Poblacions més properes
El següent diagrama mostra les poblacions més properes.